# Seznam dílů seriálu Closer
Toto je seznam dílů seriálu Closer.

## Přehled řad
| Řada | Díly | Premiéra v USA    | Premiéra v USA    | Premiéra v ČR | Premiéra v ČR |
| Řada | Díly | První díl         | Poslední díl      | První díl     | Poslední díl  |
| ---- | ---- | ----------------- | ----------------- | ------------- | ------------- |
| 1    | 13   | 13. června 2005   | 5. září 2005      | vysíláno      | vysíláno      |
| 2    | 15   | 12. června 2006   | 4. prosince 2006  | vysíláno      | vysíláno      |
| 3    | 15   | 18. června 2007   | 3. prosince 2007  | vysíláno      | vysíláno      |
| 4    | 15   | 14. července 2008 | 23. února 2009    | vysíláno      | vysíláno      |
| 5    | 15   | 8. června 2009    | 21. prosince 2009 | vysíláno      | vysíláno      |
| 6    | 15   | 12. července 2010 | 3. ledna 2011     | vysíláno      | vysíláno      |
| 7    | 21   | 11. července 2011 | 13. srpna 2012    | vysíláno      | vysíláno      |

## Seznam dílů

### První řada (2005)
| Č. v seriálu | Č. v řadě | Původní název           | Český název         | Režie            | Scénář                                               | Premiéra v USA    | Premiéra v ČR |
| ------------ | --------- | ----------------------- | ------------------- | ---------------- | ---------------------------------------------------- | ----------------- | ------------- |
| 1            | 1         | Pilot                   | Closer              | Michael M. Robin | James Duff                                           | 13. června 2005   | vysíláno      |
| 2            | 2         | About Face              | Pozlátko            | Michael M. Robin | James Duff                                           | 20. června 2005   | vysíláno      |
| 3            | 3         | The Big Picture         | Velký malý svět     | Elodie Keene     | Nancy Miller                                         | 27. června 2005   | vysíláno      |
| 4            | 4         | Show Yourself           | Neviditelný střelec | Michael M. Robin | Wendy West                                           | 4. července 2005  | vysíláno      |
| 5            | 5         | Flashpoint              | Klimax              | Craig Zisk       | Rick Kellard                                         | 11. července 2005 | vysíláno      |
| 6            | 6         | Fantasy Date            | Rande snů           | Greg Yaitanes    | Roger Wolfson                                        | 18. července 2005 | vysíláno      |
| 7            | 7         | You Are Here            | Tady jsi            | Gloria Muzio     | Hunt Baldwin a John Coveny                           | 25. července 2005 | vysíláno      |
| 8            | 8         | Batter Up               | Bijec               | Arvin Brown      | James Duff                                           | 1. srpna 2005     | vysíláno      |
| 9            | 9         | Good Housekeeping       | Dobrá hospodyňka    | Michael M. Robin | Wendy West                                           | 8. srpna 2005     | vysíláno      |
| 10           | 10        | The Butler Did It       | Vrahem je komorník  | Tawnia McKiernan | Rick Kellard                                         | 15. srpna 2005    | vysíláno      |
| 11           | 11        | LA Woman                | Žena z Los Angeles  | Rick Wallace     | Hunt Baldwin a John Coveny                           | 22. srpna 2005    | vysíláno      |
| 12           | 12        | Fatal Retraction        | Osudové pochybení   | Gloria Muzio     | námět: James Duff scénář: Wendy West a Roger Wolfson | 29. srpna 2005    | vysíláno      |
| 13           | 13        | Standards and Practices | Předpisy vs. praxe  | Michael M. Robin | James Duff                                           | 5. září 2005      | vysíláno      |

### Druhá řada (2006)
| Č. v seriálu | Č. v řadě | Původní název             | Český název                | Režie               | Scénář                     | Premiéra v USA    | Premiéra v ČR |
| ------------ | --------- | ------------------------- | -------------------------- | ------------------- | -------------------------- | ----------------- | ------------- |
| 14           | 1         | Blue Blood                | Policajtská krev           | Michael M. Robin    | James Duff a Mike Berchem  | 12. června 2006   | vysíláno      |
| 15           | 2         | Mom Duty                  | Cti matku svou             | Gloria Muzio        | Wendy West                 | 19. června 2006   | vysíláno      |
| 16           | 3         | Slippin                   | Uklouznutí                 | Elodie Keene        | Hunt Baldwin a John Coveny | 26. června 2006   | vysíláno      |
| 17           | 4         | Aftertaste                | Pachuť                     | Arvin Brown         | Steven Kane                | 3. července 2006  | vysíláno      |
| 18           | 5         | To Protect & to Serve     | Chraň a služ               | Elodie Keene        | Adam Belanoff              | 10. července 2006 | vysíláno      |
| 19           | 6         | Out of Focus              | Rozostřeno                 | Michael M. Robin    | Hunt Baldwin a John Coveny | 17. července 2006 | vysíláno      |
| 20           | 7         | Head Over Heels           | Až po uši                  | Matt Earl Beesley   | Wendy West                 | 24. července 2006 | vysíláno      |
| 21           | 8         | Critical Missing          | Pohřešovaní                | Rick Wallace        | James Duff a Mike Berchem  | 31. července 2006 | vysíláno      |
| 22           | 9         | Heroic Measures           | Hrdinové v bílých pláštích | Nelson McCormick    | Adam Belanoff              | 7. srpna 2006     | vysíláno      |
| 23           | 10        | The Other Woman           | Ta druhá                   | Lesli Linka Glatter | Steven Kane                | 14. srpna 2006    | vysíláno      |
| 24           | 11        | Borderline                | Hraniční čára              | Rick Wallace        | Hunt Baldwin a John Coveny | 21. srpna 2006    | vysíláno      |
| 25           | 12        | No Good Deed              | Není dobrých skutků        | Charles Haid        | James Duff a Wendy West    | 28. srpna 2006    | vysíláno      |
| 26           | 13        | Overkill                  | Přehnaná horlivost         | Michael M. Robin    | James Duff a Adam Belanoff | 4. září 2006      | vysíláno      |
| 27           | 14        | Serving the King (Part 1) | Ve službách krále, část 1. | Arvin Brown         | Hunt Baldwin a John Coveny | 4. prosince 2006  | vysíláno      |
| 28           | 15        | Serving the King (Part 2) | Ve službách krále, část 2. | Kevin Bacon         | James Duff a Mike Berchem  | 4. prosince 2006  | vysíláno      |

### Třetí řada (2007)
| Č. v seriálu | Č. v řadě | Původní název                 | Český název                       | Režie            | Scénář                                                 | Premiéra v USA    | Premiéra v ČR |
| ------------ | --------- | ----------------------------- | --------------------------------- | ---------------- | ------------------------------------------------------ | ----------------- | ------------- |
| 29           | 1         | Homewrecker                   | Kazisvět                          | Michael M. Robin | James Duff a Mike Berchem                              | 18. června 2007   | vysíláno      |
| 30           | 2         | Grave Doubt                   | Až za hrob                        | Arvin Brown      | John Coveny a Hunt Baldwin                             | 25. června 2007   | vysíláno      |
| 31           | 3         | Saving Face                   | Rakev pro dva                     | Michael Pressman | Adam Belanoff                                          | 2. července 2007  | vysíláno      |
| 32           | 4         | Ruby                          | Ruby                              | Michael M. Robin | námět: Mike Berchem scénář: Steven Kane                | 9. července 2007  | vysíláno      |
| 33           | 5         | The Round File                | Kulatý archiv                     | Greer Shephard   | Michael Alaimo                                         | 16. července 2007 | vysíláno      |
| 34           | 6         | Dumb Luck                     | Hloupá smůla                      | Elodie Keene     | Duppy Demetrius                                        | 23. července 2007 | vysíláno      |
| 35           | 7         | Four to Eight                 | Starostlivost                     | Arvin Brown      | Ken Martin                                             | 30. července 2007 | vysíláno      |
| 36           | 8         | Manhunt                       | Vrah z dálnice                    | Rick Wallace     | James Duff a Mike Berchem                              | 6. srpna 2007     | vysíláno      |
| 37           | 9         | Blindsided                    | Moment překvapení                 | Kevin Bacon      | John Coveny a Hunt Baldwin                             | 13. srpna 2007    | vysíláno      |
| 38           | 10        | Culture Shock                 | Čína není Amerika                 | Elodie Keene     | Adam Belanoff                                          | 20. srpna 2007    | vysíláno      |
| 39           | 11        | Lover's Leap                  | Skok pro lásku                    | Jesse Bochco     | Steven Kane                                            | 27. srpna 2007    | vysíláno      |
| 40           | 12        | Til Death Do Us Part (Part 1) | Dokud nás smrt nerozdělí, část 1. | Roger Young      | námět: James Duff scénář: Michael Alaimo               | 3. září 2007      | vysíláno      |
| 41           | 13        | Til Death Do Us Part (Part 2) | Dokud nás smrt nerozdělí, část 2. | Michael M. Robin | námět: James Duff scénář: Duppy Demetrius              | 10. září 2007     | vysíláno      |
| 42           | 14        | Next of Kin (Part 1)          | Mezi svými, část 1.               | Scott Ellis      | námět: Mike Berchem scénář: Hunt Baldwin a John Coveny | 3. prosince 2007  | vysíláno      |
| 43           | 15        | Next of Kin (Part 2)          | Mezi svými, část 2.               | James Duff       | námět: Mike Berchem scénář: Adam Belanoff a James Duff | 3. prosince 2007  | vysíláno      |

### Čtvrtá řada (2008–2009)
| Č. v seriálu | Č. v řadě | Původní název       | Český název             | Režie             | Scénář                      | Premiéra v USA    | Premiéra v ČR |
| ------------ | --------- | ------------------- | ----------------------- | ----------------- | --------------------------- | ----------------- | ------------- |
| 44           | 1         | Controlled Burn     | Požár v přírodním parku | Michael M. Robin  | James Duff a Mike Berchem   | 14. července 2008 | vysíláno      |
| 45           | 2         | Speed Bump          | Dům na půl cesty        | Arvin Brown       | Hunt Baldwin a John Coveny  | 21. července 2008 | vysíláno      |
| 46           | 3         | Cherry Bomb         | Třešničky               | Rick Wallace      | Michael Alaimo              | 28. července 2008 | vysíláno      |
| 47           | 4         | Live Wire           | Skrytá kamera           | Elodie Keene      | Steven Kane                 | 4. srpna 2008     | vysíláno      |
| 48           | 5         | Dial M For Provenza | Provenza zasahuje       | Arvin Brown       | Adam Belanoff               | 11. srpna 2008    | vysíláno      |
| 49           | 6         | Problem Child       | Problémové dítě         | Scott Ellis       | Duppy Demetrius             | 18. srpna 2008    | vysíláno      |
| 50           | 7         | Sudden Death        | Náhlá smrt              | Kevin Bacon       | Hunt Baldwin a John Coveny  | 25. srpna 2008    | vysíláno      |
| 51           | 8         | Split Ends          | Slepá ulička            | Roxann Dawson     | Ken Martin a Mike Berchem   | 1. září 2008      | vysíláno      |
| 52           | 9         | Tijuana Brass       | Poldové z Tijuany       | Anthony Hemingway | James Duff a Mike Berchem   | 8. září 2008      | vysíláno      |
| 53           | 10        | Time Bomb           | Časovaná bomba          | Michael M. Robin  | Steven Kane                 | 15. září 2008     | vysíláno      |
| 54           | 11        | Good Faith          | V dobré víře            | Elodie Keene      | Adam Belanoff               | 26. ledna 2009    | vysíláno      |
| 55           | 12        | Junk in the Trunk   | Diamantová iluze        | Scott Ellis       | Duppy Demetrius a Leo Geter | 2. února 2009     | vysíláno      |
| 56           | 13        | Power of Attorney   | Plná moc                | Rick Wallace      | Michael Alaimo              | 9. února 2009     | vysíláno      |
| 57           | 14        | Fate Line           | Osudová                 | James Duff        | Steven Kane                 | 16. února 2009    | vysíláno      |
| 58           | 15        | Double Blind        | Nezaujatost zaručena    | Matthew Penn      | Ken Martin a Leo Geter      | 23. února 2009    | vysíláno      |

### Pátá řada (2009)
| Č. v seriálu | Č. v řadě | Původní název          | Český název           | Režie            | Scénář                                             | Premiéra v USA    | Premiéra v ČR |
| ------------ | --------- | ---------------------- | --------------------- | ---------------- | -------------------------------------------------- | ----------------- | ------------- |
| 59           | 1         | Products of Discovery  | Záměna                | Michael M. Robin | Michael Alaimo                                     | 8. června 2009    | vysíláno      |
| 60           | 2         | Blood Money            | Krvavé peníze         | Rick Wallace     | Steven Kane                                        | 15. června 2009   | vysíláno      |
| 61           | 3         | Red Tape               | Policejní páska       | Rick Wallace     | Duppy Demetrius                                    | 22. června 2009   | vysíláno      |
| 62           | 4         | Walking Back the Cat   | Tajné vyšetřování     | Steve Robin      | Leo Geter                                          | 29. června 2009   | vysíláno      |
| 63           | 5         | Half Load              | Výstřel do tmy        | Roxann Dawson    | Ken Martin a Mike Berchem                          | 6. července 2009  | vysíláno      |
| 64           | 6         | Tapped Out             | Dick Tracy v akci     | Adam Arkin       | Adam Belanoff                                      | 13. července 2009 | vysíláno      |
| 65           | 7         | Strike Three           | Třetí úder            | Nelson McCormick | Steven Kane                                        | 20. července 2009 | vysíláno      |
| 66           | 8         | Elysian Fields         | Elysejský park        | Nicole Kassell   | Michael Alaimo                                     | 27. července 2009 | vysíláno      |
| 67           | 9         | Identity Theft         | Krádež identity       | Rick Wallace     | námět: Ken Martin scénář: James Duff a Steven Kane | 3. srpna 2009     | vysíláno      |
| 68           | 10        | Smells Like Murder     | Páchne to jako vražda | Michael M. Robin | Duppy Demetrius                                    | 10. srpna 2009    | vysíláno      |
| 69           | 11        | Maternal Instincts     | Mateřský instinkt     | David McWhirter  | Leo Geter                                          | 17. srpna 2009    | vysíláno      |
| 70           | 12        | Waivers of Extradition | Vydat, nebo nevydat   | Kevin Bacon      | Adam Belanoff                                      | 24. srpna 2009    | vysíláno      |
| 71           | 13        | The Life               | Takový je život       | Steve Robin      | Hunt Baldwin a John Coveny                         | 7. prosince 2009  | vysíláno      |
| 72           | 14        | Make Over              | Proměna               | Rick Wallace     | Michael Alaimo                                     | 14. prosince 2009 | vysíláno      |
| 73           | 15        | Dead Man's Hand        | Ruka mrtvého muže     | James Duff       | Duppy Demetrius a Ken Martin                       | 21. prosince 2009 | vysíláno      |

### Šestá řada (2010–2011)
| Č. v seriálu | Č. v řadě | Původní název         | Český název         | Režie            | Scénář                       | Premiéra v USA    | Premiéra v ČR |
| ------------ | --------- | --------------------- | ------------------- | ---------------- | ---------------------------- | ----------------- | ------------- |
| 74           | 1         | The Big Bang          | Velký třesk         | Rick Wallace     | James Duff a Mike Berchem    | 12. července 2010 | vysíláno      |
| 75           | 2         | Help Wanted           | Hledá se chůva      | Nelson McCormick | Steven Kane                  | 19. července 2010 | vysíláno      |
| 76           | 3         | In Custody            | Rodinná tragédie    | Michael M. Robin | Michael Alaimo               | 26. července 2010 | vysíláno      |
| 77           | 4         | Layover               | Letušky             | Steve Robin      | Adam Belanoff                | 2. srpna 2010     | vysíláno      |
| 78           | 5         | Heart Attack          | Dárci orgánů        | Roxann Dawson    | Ken Martin                   | 9. srpna 2010     | vysíláno      |
| 79           | 6         | Off the Hook          | Zodpovědnost        | Michael M. Robin | Duppy Demetrius              | 16. srpna 2010    | vysíláno      |
| 80           | 7         | Jump the Gun          | Spolupráce          | David McWhirter  | Leo Geter                    | 23. srpna 2010    | vysíláno      |
| 81           | 8         | War Zone              | Válečná zóna        | Steve Robin      | Michael Alaimo               | 30. srpna 2010    | vysíláno      |
| 82           | 9         | Last Woman Standing   | Poslední bojovnice  | Stacey K. Black  | Steven Kane                  | 6. září 2010      | vysíláno      |
| 83           | 10        | Executive Order       | Zásadní rozhodnutí  | Michael M. Robin | Adam Belanoff                | 13. září 2010     | vysíláno      |
| 84           | 11        | Old Money             | Staré peníze        | Nelson McCormick | Hunt Baldwin a John Coveny   | 6. prosince 2010  | vysíláno      |
| 85           | 12        | High Crimes           | Otázka zločinu      | Nicole Kassell   | Ralph Gifford a Carson Moore | 13. prosince 2010 | vysíláno      |
| 86           | 13        | Living Proof (Part 1) | Živý důkaz, část 1. | Rick Wallace     | Leo Geter                    | 20. prosince 2010 | vysíláno      |
| 87           | 14        | Living Proof (Part 2) | Živý důkaz, část 2. | James Duff       | Michael Alaimo a Steven Kane | 27. prosince 2010 | vysíláno      |
| 88           | 15        | An Ugly Game          | Zamotaná hra        | Sheelin Choksey  | Duppy Demetrius              | 3. ledna 2011     | vysíláno      |

### Sedmá řada (2011–2012)
| Č. v seriálu | Č. v řadě | Původní název                      | Český název            | Režie             | Scénář                       | Premiéra v USA     | Premiéra v ČR |
| ------------ | --------- | ---------------------------------- | ---------------------- | ----------------- | ---------------------------- | ------------------ | ------------- |
| 89           | 1         | Unknown Trouble                    | Neočekávané potíže     | Nelson McCormick  | Michael Alaimo               | 11. července 2011  | vysíláno      |
| 90           | 2         | Repeat Offender                    | Copak toho nebylo dost | Steve Robin       | Steven Kane                  | 18. července 2011  | vysíláno      |
| 91           | 3         | To Serve With Love                 | Sloužit s láskou       | Michael Pressman  | Adam Belanoff                | 25. července 2011  | vysíláno      |
| 92           | 4         | Under Control                      | Pod kontrolou          | Rick Wallace      | Duppy Demetrius              | 1. srpna 2011      | vysíláno      |
| 93           | 5         | Forgive Us Our Trespasses          | Odpusť nám naše hříchy | Roxann Dawson     | Leo Geter a Jim Leonard      | 8. srpna 2011      | vysíláno      |
| 94           | 6         | Home Improvement                   | Finance jsou základ    | Sheelin Choksey   | James Duff a Mike Berchem    | 15. srpna 2011     | vysíláno      |
| 95           | 7         | A Family Affair                    | Rodinná záležitost     | Anthony Hemingway | Michael Alaimo               | 22. srpna 2011     | vysíláno      |
| 96           | 8         | Death Warrant                      | Rozsudek smrti         | Steve Robin       | Steven Kane                  | 29. srpna 2011     | vysíláno      |
| 97           | 9         | Star Turn                          | Hvězdné manýry         | Stacey K. Black   | Leo Geter                    | 5. září 2011       | vysíláno      |
| 98           | 10        | Fresh Pursuit                      | Pronásledování         | Michael M. Robin  | Adam Belanoff                | 12. září 2011      | vysíláno      |
| 99           | 11        | Necessary Evil                     | Nutné zlo              | Nelson McCormick  | Duppy Demetrius              | 28. listopadu 2011 | vysíláno      |
| 100          | 12        | You Have the Right to Remain Jolly | Santa Jack             | Rick Wallace      | James Duff a Michael Alaimo  | 5. prosince 2011   | vysíláno      |
| 101          | 13        | Relative Matters                   | Rodinná pouta          | David McWhirter   | Ken Martin                   | 12. prosince 2011  | vysíláno      |
| 102          | 14        | Road Block                         | Překážka               | Nelson McCormick  | Jim Leonard                  | 19. prosince 2011  | vysíláno      |
| 103          | 15        | Silent Partner                     | Tichý společník        | Arvin Brown       | James Duff a Mike Berchem    | 26. prosince 2011  | vysíláno      |
| 104          | 16        | Hostile Witness                    | Presumpce viny         | Steve Robin       | Steven Kane                  | 9. července 2012   | vysíláno      |
| 105          | 17        | Fool's Gold                        | Bláznovo zlato         | Jon Tenney        | Ralph Gifford a Carson Moore | 16. července 2012  | vysíláno      |
| 106          | 18        | Drug Fiend                         | Obchodník se smrtí     | Paul McCrane      | Duppy Demetrius              | 23. července 2012  | vysíláno      |
| 107          | 19        | Last Rites                         | Poslední pomazání      | David McWhirter   | Leo Geter                    | 30. července 2012  | vysíláno      |
| 108          | 20        | Armed Response                     | Nabitá atmosféra       | Michael M. Robin  | Steven Kane a Jim Leonard    | 6. srpna 2012      | vysíláno      |
| 109          | 21        | The Last Word                      | Poslední slovo         | Michael M. Robin  | James Duff a Mike Berchem    | 13. srpna 2012     | vysíláno      |